# Amsterdamsche Hockey & Bandy Club
Amsterdamsche Hockey & Bandy Club is een Nederlandse hockeyclub uit (anders dan de naam doet vermoeden) Amstelveen. De club is met 2300 leden (peildatum juli 2022) de vierde hockeyclub van Nederland en de grootste van Noord-Holland. "Amsterdam" geldt als een grootmacht in het (inter)nationale clubhockey. De club komt bij zowel de dames als de heren uit op het hoogste niveau. Vrijwel elk jaar doet de club met het eerste mannen- en vrouwenteam mee in de strijd om de landstitel in de Nederlandse Hoofdklasse.

## Geschiedenis
Amsterdam werd opgericht op 28 januari 1892 in het American Hotel in Amsterdam, door onder meer Toon Abspoel en Leonard Corneille Dudok de Wit. Hiermee is de AH&BC ook de oudste hockeyclub van het Europese vasteland.
Op 15 augustus 1938 verhuisde de club naar de huidige locatie aan de Nieuwe Kalfjeslaan in het Amsterdamse Bos. Een jaar later liet de club op het eigen terrein het Wagener-stadion bouwen. Het werd genoemd naar de toenmalige voorzitter van de club Joop Wagener senior (1881-1945). Omdat er vrijwel nergens hockeystadions in Nederland gebouwd werden, ontpopte het Wagener-stadion zich als het nationale hockeystadion. In de jaren 70 bleek de club het onderhoud van het stadion niet meer te kunnen financieren. De gemeente Amsterdam verzorgt sindsdien in opdracht van de KNHB het onderhoud van het stadion en de club blijft het eerste gebruiksrecht op het stadion behouden.
Er zijn vijf water- en één semi (zandingestrooid) kunstgrasvelden. Heren I en Dames I spelen hun competitiewedstrijden in het Wagener-stadion. Het huidige bestuur wordt voorgezeten door Marc Staal.

## Mannen
De heren zijn samen met HGC, Bloemendaal en Oranje Zwart nog nooit gedegradeerd uit de Hoofdklasse. In het voorjaar van 2005 won de mannenploeg op eigen terrein voor het eerst in de clubgeschiedenis de Europa Cup voor landskampioenen. De heren stonden vanaf 2007 onder de hoede van Sjoerd Marijne, die in 2010 werd opgevolgd door oud-speler en ex-international Taco van den Honert. De trainersstaf staat onder leiding van Alexander Cox.
Op 28 mei 2011 pakte Amsterdam het twintigste landskampioenschap door uit van Bloemendaal te winnen na strafballen. Na de reguliere speeltijd en verlenging stond er 1-1 op het bord. De heenwedstrijd een week eerder won Amsterdam met 3-2. Die titel werd het volgende jaar geprolongeerd door in de play-off finale thuis en uit te winnen van HC Rotterdam (3-2, 1-2).
Op 20 maart 2016 speelde Amsterdam als eerste Nederlandse club haar duizendste wedstrijd in de Hoofdklasse.
Amsterdam pakte op 29 mei 2025 hun 22e landstitel, dertien jaar na de vorige titel. In de in de play-off finales waren de heren over twee wedstrijden te sterk voor Kampong.

## Vrouwen
Ook de dames zijn nog nooit gedegradeerd uit de Hoofdklasse; daarmee zijn zij in de Hoofdklasse uniek. Na elf verloren play-offsfinales werden de dames in 2009 landskampioen, toen in de finale werd gewonnen van Den Bosch. Het achttiende landskampioenschap werd behaald met 2-1 winst thuis en een verlies met 1-0 uit en een dag later tijdens de beslissingswedstrijd met 1-2 winst. Niet minder dan achtmaal werd de play-offsfinale verloren van Den Bosch.
In 2009 volgde bij de dames trainer-coach Robbert-Paul Aalbregt de Argentijn Max Caldas op. Aalbregt werd in 2010/2011 opgevolgd door Peter Bolhuis, die in 2011/2012 weer werd vervangen door Patrick Bakker. In de zomer van 2012 kwam de Australische ex-speelster Alyson Annan als assistent-coach van Van den Honert over als hoofdcoach naar de dames. Die werden onder haar leiding derde in de reguliere competitie en ze behaalden het negentiende landskampioenschap door in de play-offfinale over drie wedstrijden opnieuw Den Bosch te verslaan. Oud Amsterdam Heren 1-speler Robert Tigges was hierna verantwoordelijk voor het damesteam. Vanaf seizoen 2023/2024 hockeyt het eerste damesteam onderleiding van oud-international Teun de nooijer.

## Erelijst

### Mannen
- Landstitel (22)
  - 1925, 1926, 1927, 1928, 1929, 1932, 1933, 1934, 1937, 1962, 1964, 1965, 1966, 1975, 1994, 1995, 1997, 2003, 2004, 2011, 2012, 2025
- KNHB beker
  - 1996
- Europacup I (1)
  - 2005
- Europacup II (3)
  - 1999, 2003, 2007
- Landskampioen zaalhockey (11)
  - 1988, 1989, 2009, 2010, 2012, 2015, 2016, 2017, 2018, 2020, 2025

### Resultaten 1974-heden
| 2 |

| 1 |

| 3 |

| 3 |

| 3 |

| 4 |

| 4 |

| 5 A |

| 4 |

| 2 |

| 2 |

| 5 |

| 3 |

| 5 |

| 3 |

| 2 |

| 6 |

| 3 |

| 5 |

| 3 |

| 1 |

| 1 |

| 3 |

| 1 |

| 3 |

| 6 |

| 2 |

| 5 |

| 2 |

| 1 |

| 3 |

| 4 |

| 2 |

| 5 |

| 1 |

| 2 |

| 5 |

| 2 |

| 2 |

| 5 |

| 5 |

| 3 |

| 2 |

| 4 |

| 2 |

| Hoofdklasse |

| Hoofdklasse |

| 2 |

| 1 |

| 3 |

| 3 |

| 3 |

| 4 |

| 4 |

| 5 A |

| 4 |

| 2 |

| 2 |

| 5 |

| 3 |

| 5 |

| 3 |

| 2 |

| 6 |

| 3 |

| 5 |

| 3 |

| 1 |

| 1 |

| 3 |

| 1 |

| 3 |

| 6 |

| 2 |

| 5 |

| 2 |

| 1 |

| 3 |

| 4 |

| 2 |

| 5 |

| 1 |

| 2 |

| 5 |

| 2 |

| 2 |

| 5 |

| 5 |

| 3 |

| 2 |

| 4 |

| 2 |

| Hoofdklasse |

| Hoofdklasse |

### Vrouwen
- Landstitel (21)
  - 1937, 1938, 1949, 1971, 1972, 1974, 1975, 1976, 1979, 1980, 1981, 1983, 1984, 1987, 1989, 1991, 1992, 2009, 2013, 2019, 2023
- Euro Hockey League (2)
  - 2022, 2024
- EuroHockey Club Champions Cup (2)
  - 2014, 2019
- Europacup I (12)
  - 1975, 1976, 1977, 1978, 1979, 1980, 1981, 1982, 1988, 1989, 1990, 1992
- Europacup II (6)
  - 1998, 1999, 2001, 2005, 2006, 2009
- Landskampioen zaalhockey (5)
  - 1972, 1987, 2013, 2017, 2018

### Resultaten 1982-heden
| 2 |

| 1 |

| 1 |

| 2 |

| 3 |

| 1 |

| 2 |

| 1 |

| 2 |

| 1 |

| 1 |

| 2 |

| 8 |

| 6 |

| 6 |

| 1 |

| 1 |

| 2 |

| 2 |

| 5 |

| 6 |

| 3 |

| 3 |

| 1 |

| 3 |

| 3 |

| 2 |

| 2 |

| 3 |

| 4 |

| 3 |

| 3 |

| 3 |

| 4 |

| 2 |

| Hoofdklasse |

| Hoofdklasse |

| 2 |

| 1 |

| 1 |

| 2 |

| 3 |

| 1 |

| 2 |

| 1 |

| 2 |

| 1 |

| 1 |

| 2 |

| 8 |

| 6 |

| 6 |

| 1 |

| 1 |

| 2 |

| 2 |

| 5 |

| 6 |

| 3 |

| 3 |

| 1 |

| 3 |

| 3 |

| 2 |

| 2 |

| 3 |

| 4 |

| 3 |

| 3 |

| 3 |

| 4 |

| 2 |

| Hoofdklasse |

| Hoofdklasse |

## (Oud-)internationals van Amsterdam

### Dames
- Felice Albers
- Helen van der Ben
- Carina Benninga
- Floortje Engels
- Marjolein Eijsvogel
- Miek van Geenhuizen
- Eva de Goede
- Elsemieke Havenga
- Ellen Hoog
- Fieke Holman
- Kelly Jonker
- Sylvia Karres
- Kitty van Male
- Marieke Mattheussens
- Sabine Plönissen
- Sophie Polkamp
- Maartje Scheepstra
- Jacky Schoenaker
- Lisette Sevens
- Clarinda Sinnige
- Lauren Stam
- Carole Thate
- Macha van der Vaart
- Marijn Veen
- Anne Veenendaal
- Marieke Veenhoven
- Charlotte Vega
- Maria Verschoor

### Heren
- Billy Bakker
- Jacques Brinkman
- Jaap-Derk Buma
- Jan-Willem Buissant
- Marten Eikelboom
- Paul van Esseveldt
- Floris Evers
- Rogier van 't Hek
- Pierre Hermans
- Taco van den Honert
- Timme Hoyng
- Friso Jiskoot
- Bart Looije
- Jesse Mahieu
- Floris Middendorp
- Bas Nieuwe Weme
- Mirco Pruyser
- Remco Slotema
- Taeke Taekema
- Robert Tigges
- Klaas Veering
- Remco Vogelzang
- Sander van der Weide
- Peter Windt